# Lathrostizus punctipes
Lathrostizus punctipes là một loài tò vò trong họ Ichneumonidae.